# Unité de commande électronique
Pour les articles homonymes, voir ECU.
Dans le domaine de l’électronique, l'unité de commande électronique (UCE) désigne soit un calculateur embarqué soit un système embarqué qui commande les dispositifs physiques d'une machine, dans les domaines automobile (voitures, bus, cars, camions ou engins de chantier), aéronautique, industriel, médical, militaire, électroménager ou autres.
On utilise plus souvent l’acronyme anglais ECU signifiant Engine Control Unit.

## Fonctionnement
L’UCE est composée d’un calculateur électronique et d’un logiciel embarqué qui réalise un asservissement.
L’UCE lit l’état du véhicule ainsi que les commandes ordonnées par le conducteur à l’aide de capteurs : capteur de température, de pression, de vitesse, de choc, notamment.
L’UCE commande des actionneurs : lampe, moteur électrique, électrovanne, par exemple.
Comme système automatisé, l'UCE est également responsable de la sécurité du véhicule et des passagers. Il gère donc des défauts de ses capteurs ainsi que ceux de ses actionneurs. Ces défauts sont mémorisés et exploités dans le cadre du diagnostic embarqué.
Dans un véhicule, plusieurs UCE peuvent collaborer pour partager des services. Il s'agit alors d'architecture multiplexée.
Les différentes UCE communiquent entre elles à l'aide de bus informatiques.
Le réseau CAN est utilisé comme bus de communication.

## Types d'UCE
- Système d'aide à la conduite
- Antipatinage
- Répartiteur électronique de freinage
- Contrôle automatique de la pression des pneus
- Unité de contrôle du moteur

Ces calculateurs sont développés et produits par des équipementiers automobiles.